# Bordeauxská doga
Bordeauxská doga (anglicky French Mastiff) je obří francouzské psí plemeno s původem v Bordeaux.

## Historie

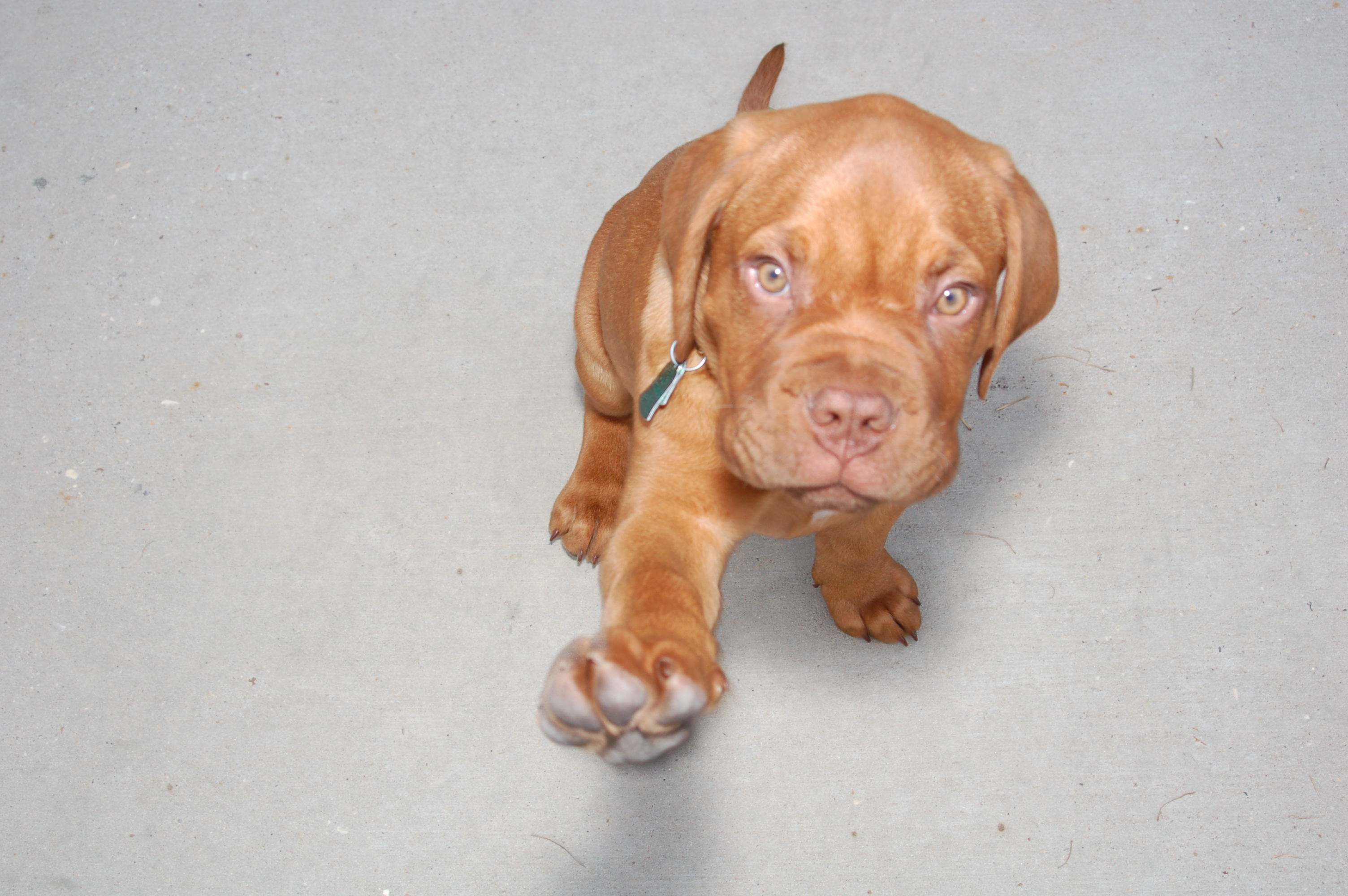
Štěně bordeauxké dogy

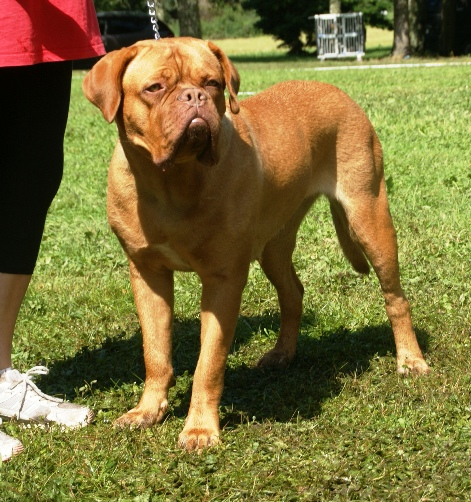
Dospělá fena

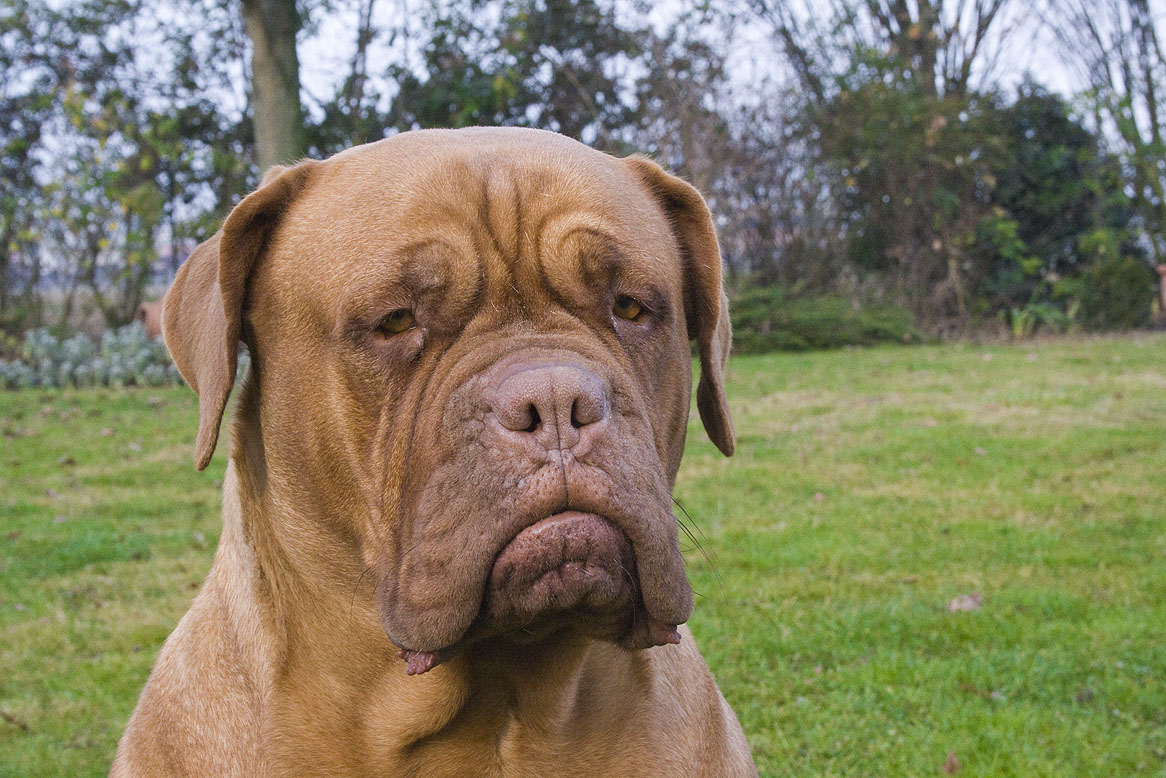
Hlava dospělého jedince

Bordeauxská doga patří mezi nejstarší francouzská plemena psů . Zároveň ji řadíme mezi molossy, o nichž byla první zmínka zaznamenána již v listině z roku 326 př. n. l. Zde byl moloss popsán jako silný zavalitý pes s krátkými širokými zuby. Ušní boltce těchto psů byly většinou převislé, avšak u válečných dog bylo zvykem kupírovat uši téměř u hlavy. Hlavním důvodem bylo nebezpečí hrozící ze strany vlků, jež využívají při lovu citlivost ušních boltců k fixaci kořisti. Z tohoto důvodu se kupíroval také ocas. Tehdejší skupiny molossů byly pojmenovány podle míst, kde se tito psi nacházeli. Konkrétně bordeauxské dogy patřily do skupiny psů alanských (barbarský kmen Alanů ze Zakavkazska) .
Na počátku čtrnáctého století byl znám ve Francii Doguin d’Aquitaine, jenž byl potomkem francouzských molossů. Byl chován pro boj s medvědy, divočáky a jinými psy. Své jméno dostala podle svého převážného výskytu na jihozápadě Francie zejména v oblasti Bordeaux. Všeobecně byly dogy považovány za psy nejlepší a nejčistší krve, kteří se v Anglii používali k zušlechťování mastifů, u nichž docházelo k degeneraci. V polovině 19. století byly ceněny již jen v Aquitanii, kde se používali k lovu divočáků, hlídání domů a stád a jako pomocníci řezníků . Jejich exteriér nebyl v té době sjednocený. Vyskytoval se nejen předkus, ale také skus nůžkový. Také barva masky byla různorodá. V této době převládaly tři různé typy dog dle výskytu. Ve vědeckém museu v Bordeaux najdeme dva vycpané představitele tohoto plemene, z nichž každý představuje jiný typ.
Za války bylo toto plemeno kvůli nepříznivé životní situaci takřka vyjedeno. Zachránily se údajně čtyři jedinci, jež byli využiti k regeneraci chovu. K jejich velkému štěstí se našli nadšenci, kteří se zasloužili o nový rozvoj tohoto plemene. Důležité je zmínit jméno Raymond Triquet, který se spolu s doktorem Luquetem zasloužil o obnovení plemene, při němž bylo využíváno především úzké příbuzenské plemenitby, jež měla negativní vliv na zdraví nově vzniklých jedinců.

## Charakteristika

### Povaha
Bordeauxská doga budí respekt svým vzhledem. Pod hrozivou maskou se však skrývá pes klidné povahy, který přestože dokáže být výborným hlídačem, disponuje hlídacími vlastnostmi bez agrese. Stejně jako většina molossů štěká nepatrně a jen tehdy, je-li to nutné. Je psem jednoho pána – člověk, který ji vychoval, má přirozenou autoritu a jej považuje za vůdce smečky. Oddanost svému pánu patří k nejdůležitějším povahovým rysům bordeauxské dogy. Přestože psi bývají v povaze zpravidla dominantní, při vhodném vedení majitelem jsou obě pohlaví tohoto plemene naprosto bezproblémová. Důležitá je správná socializace v podobě kontaktu s mnoha psy, lidmi a nejrůznějšími situacemi tak, aby byla v pozdějším věku schopna tyto situace správně vyhodnotit a vyrostlo z ní klidné vyrovnané zvíře. Výchova tohoto plemene však není nikterak složitá. Její hlavní součástí by mělo být zejména správné používání intonace hlasu a dostatečná motivace. Příslušníci tohoto plemene jsou spíše flegmatičtí a bez problému snášejí cizí prostředí. Dá se říct, že usnou kdykoliv a kdekoliv. Bordeauxská doga zbožňuje děti, pro něž je přítelem, společníkem, ale také ochráncem. K příslušníkům svého druhu je zpravidla nekonfliktní a totéž platí většinou i o vztahu k ostatním druhům zvířat.

## Péče, nároky a chov
Pokud je bordeauxská doga majitelem správně vedena, patří k citlivým a snadno ovladatelným plemenům. Od přírody je jí vlastní nenápadnost a skromná dotěrnost. Nejradši bude sdílet většinu dne se svým majitelem, kterému věrností dokazuje svou náklonnost.
Jelikož milují kontakt se svou lidskou smečkou, nejsou vhodní k pobytu venku v kotci, ale jak Vám potvrdí většina chovatelů, bordiny jsou spíše „gaučáci“. Zároveň je to však velice přizpůsobivé plemeno. Dokáží být velice aktivní, avšak zároveň s Vámi rády prolenoší celý den.
Boreauxská doga patří mezi plemena náročná nejen na kvantitu, ale zejména na kvalitu stravy . Proto je vhodné kvalitní krmení se správným poměrem všech pro psa vhodně využitelných živin, včetně minerálů a chondroprotektiv. Toto plemeno je predisponováno k torzi žaludku. Nejlepší prevencí je kvalitní strava spojená s nízkou, avšak vysoce výživnou krmnou dávkou a dodržování dvouhodinového klidu po nakrmení. V současné době máme již možnost koupit kvalitní granulované krmivo, které neobsahuje obiloviny a v žaludku psovi po napití nenabobtná, což je součástí prevence proti torzi. V prvním roce života jsou vhodné častější krátké procházky, díky nimž se správně rozvine svalstvo a zároveň nebude docházet k nadměrnému zatěžování kloubního aparátu.